# Monochamus foveatus
Monochamus foveatus är en skalbaggsart som beskrevs av Stefan von Breuning 1961. Monochamus foveatus ingår i släktet Monochamus och familjen långhorningar. Inga underarter finns listade i Catalogue of Life.